# Acanthus mollis
Acanthus mollis là một loài thực vật có hoa trong họ Ô rô. Loài này được L. mô tả khoa học đầu tiên năm 1753.

## Hình ảnh

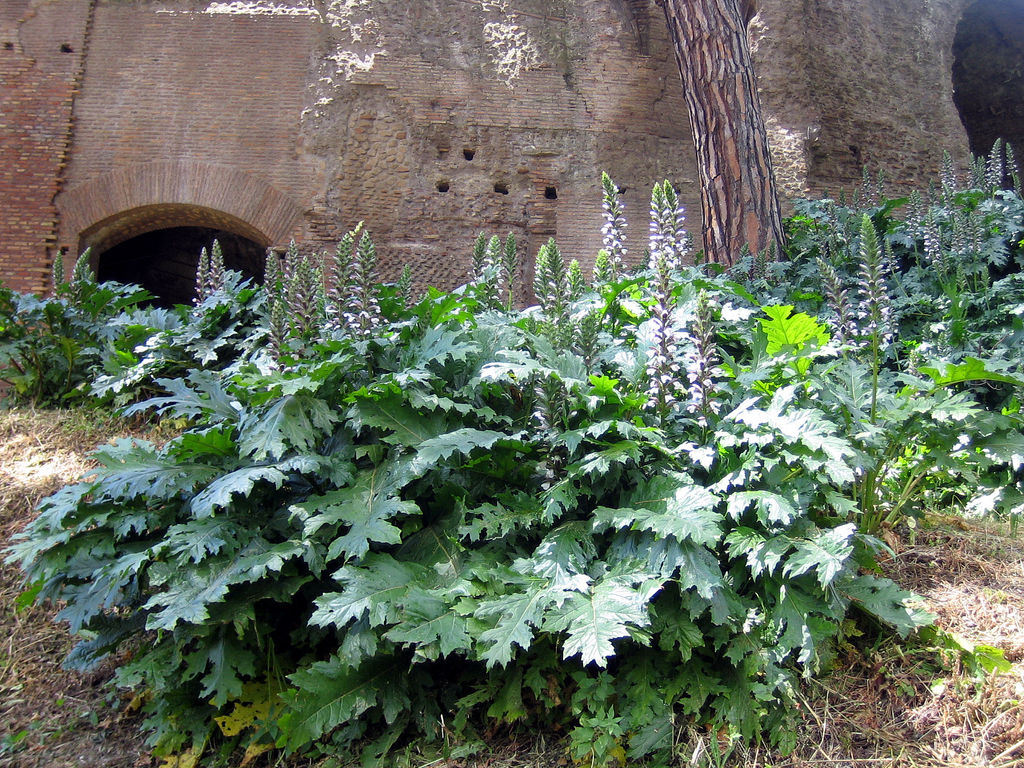
thói quen thực vật
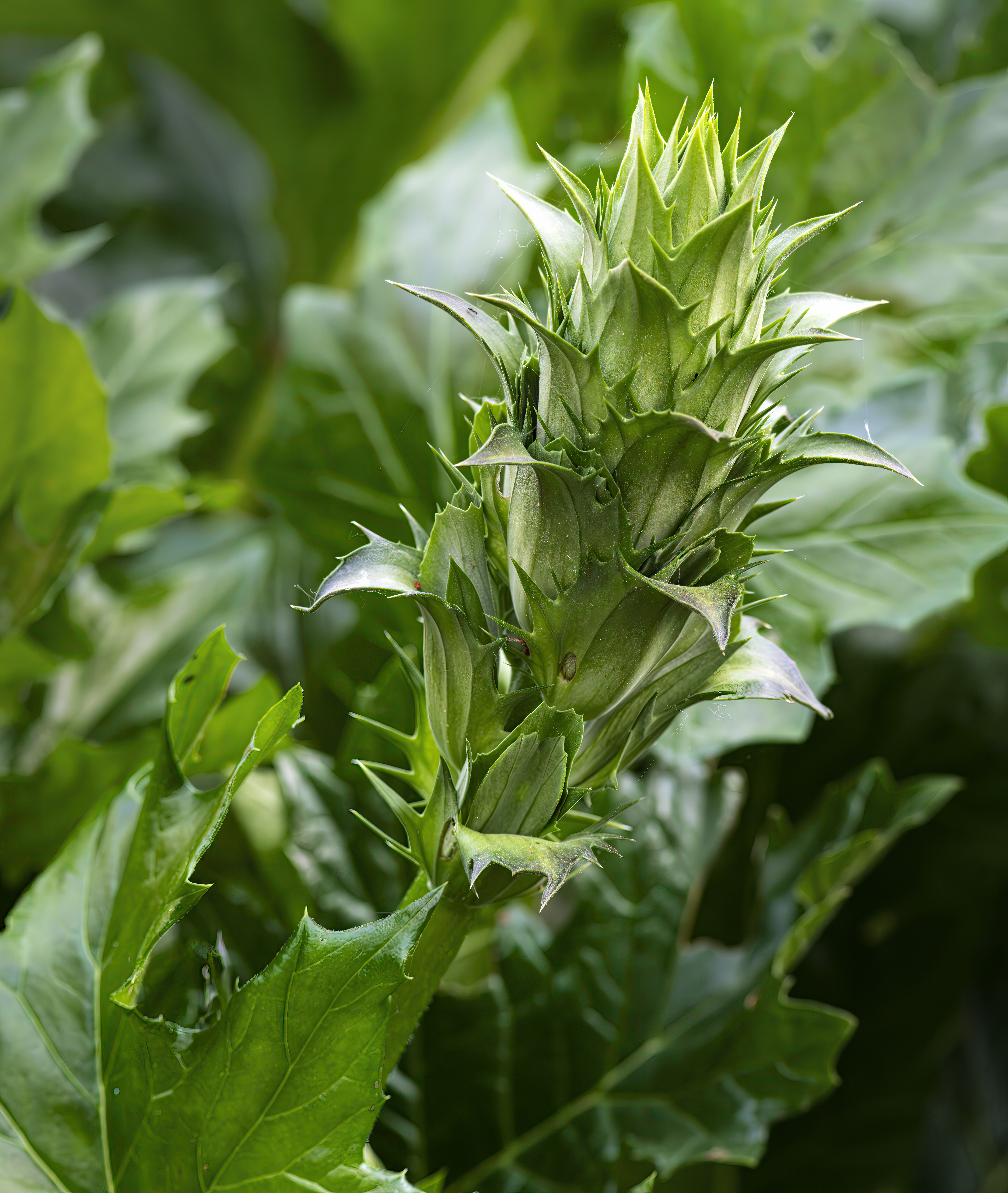
nụ
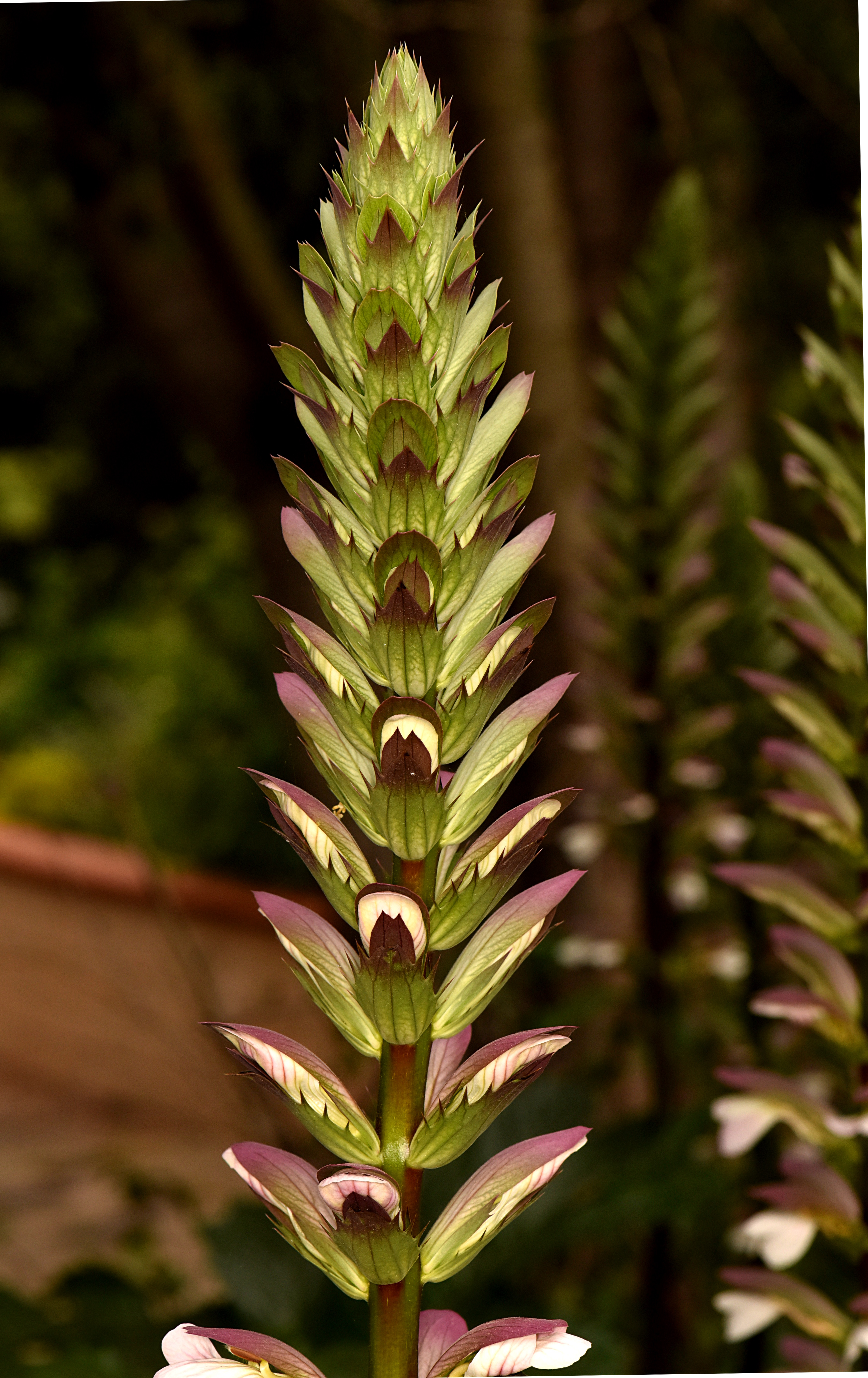
cụm hoa
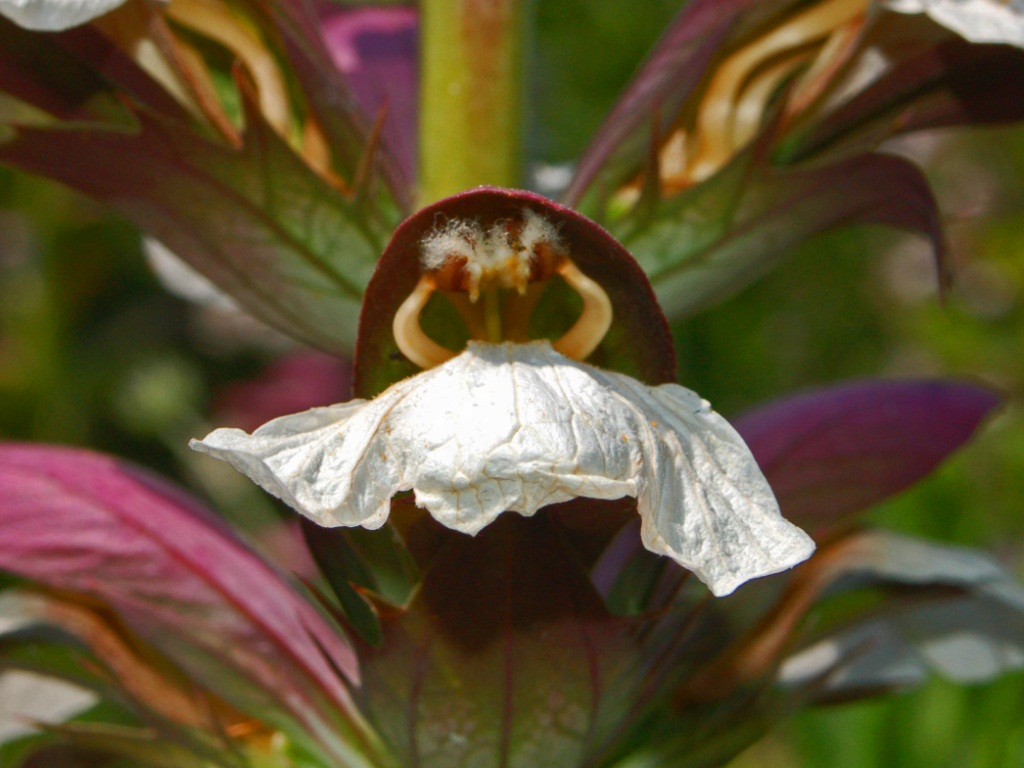
cận cảnh nhị hoa
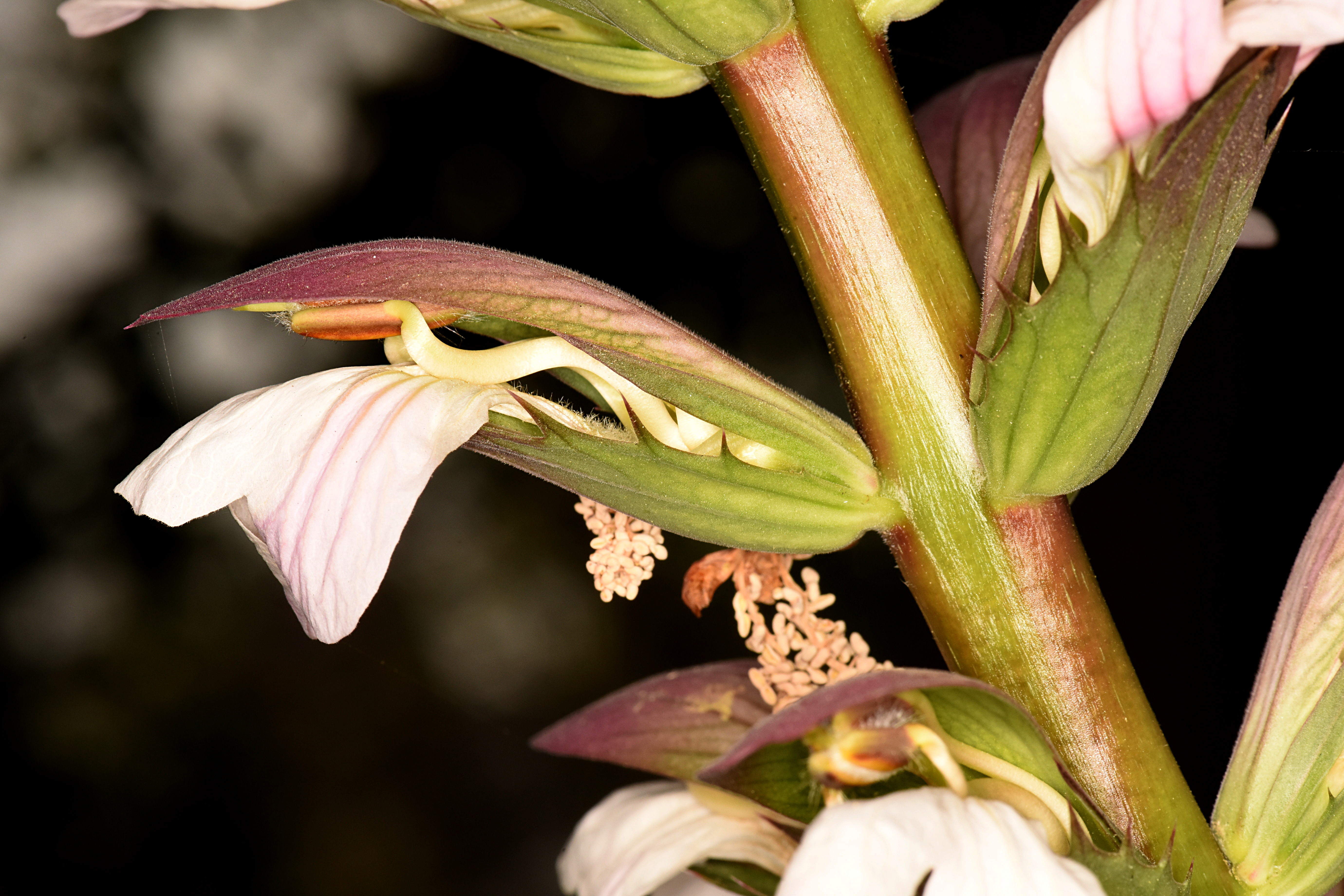
Mặt bên
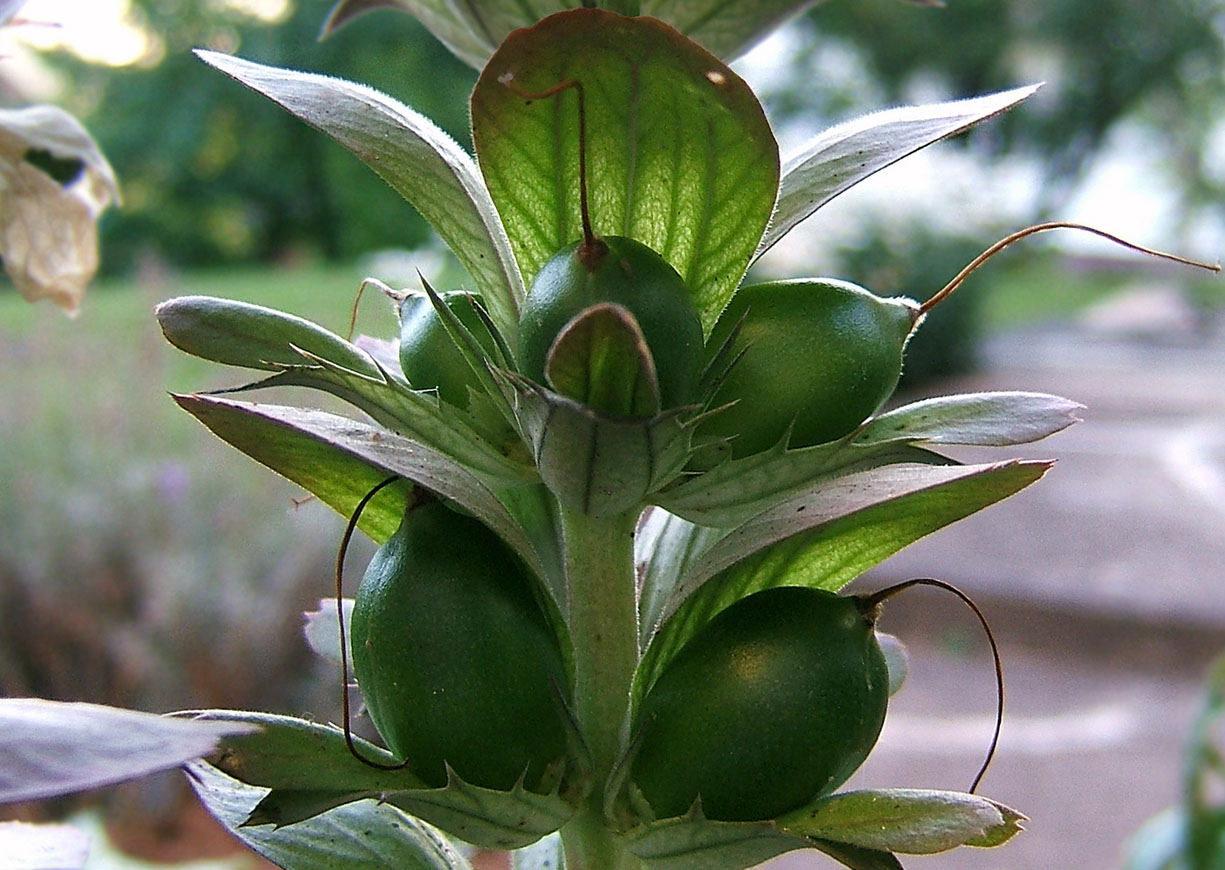
Hoa quả
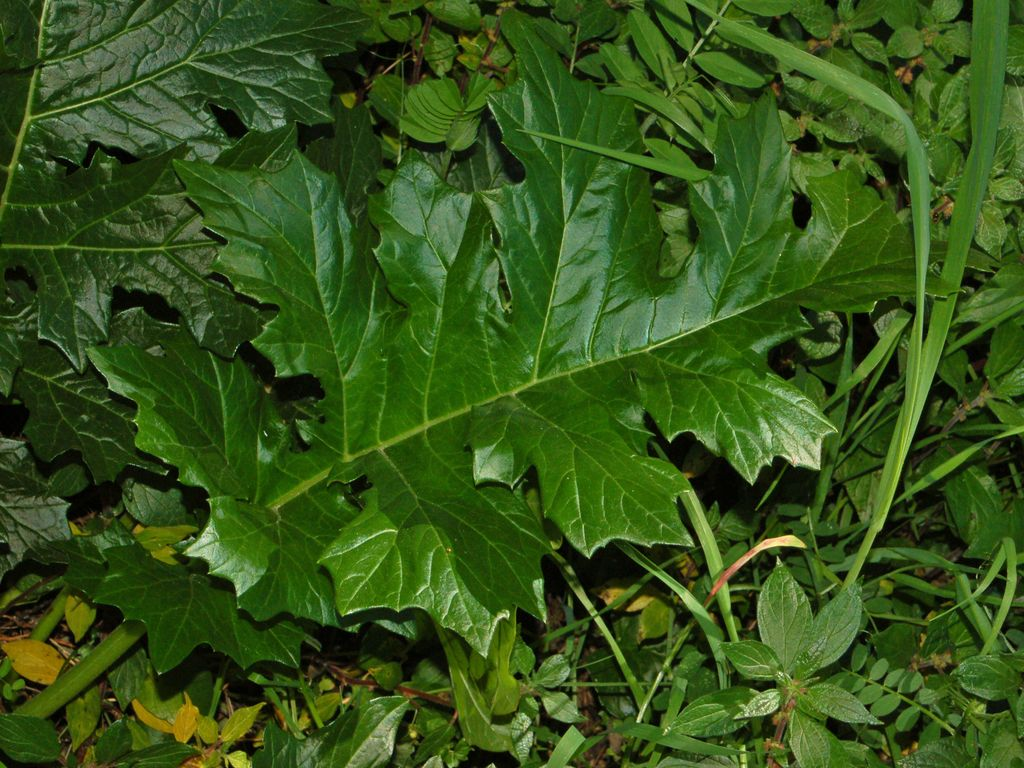
Lá cây
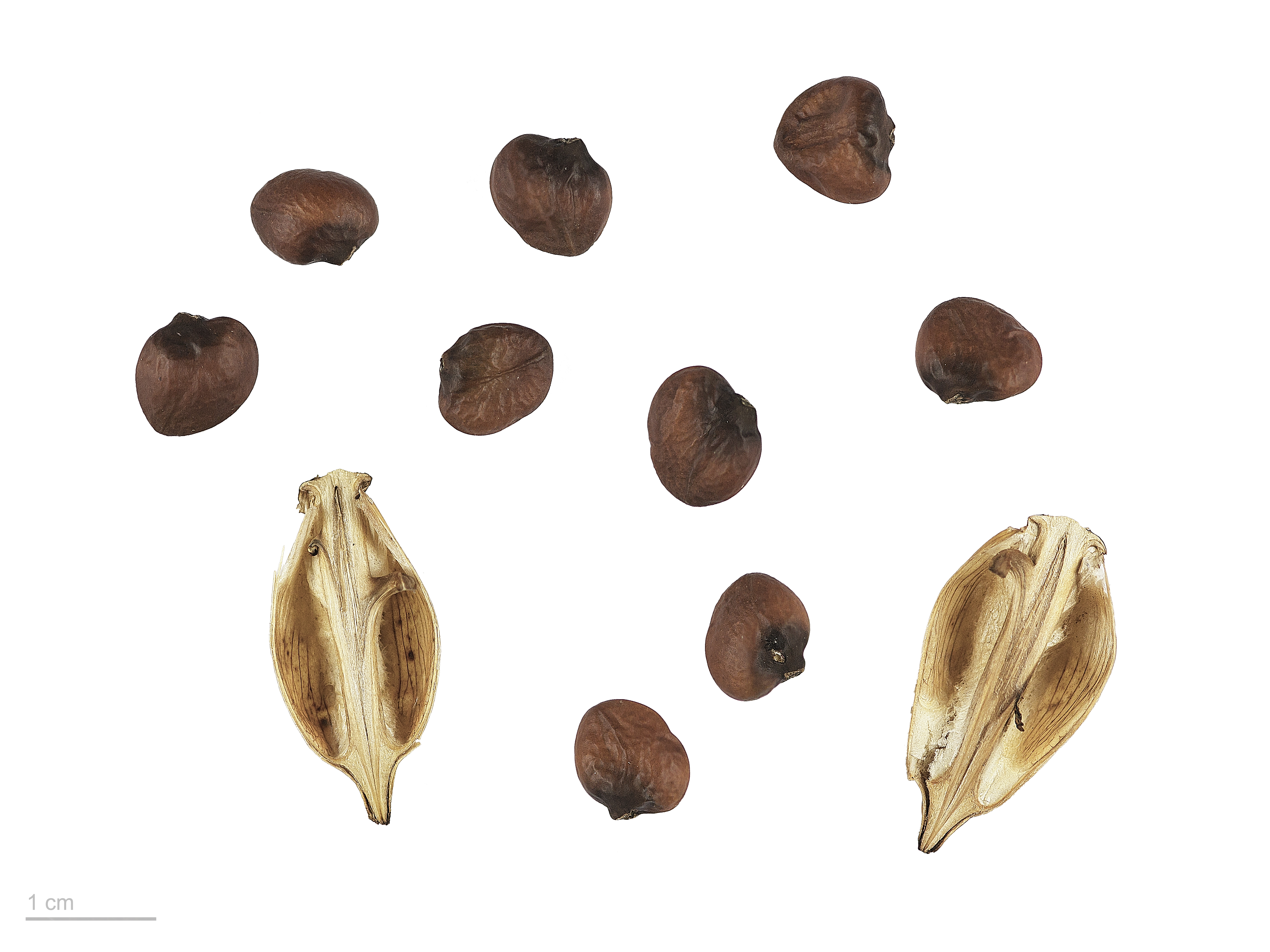
Quả và hạt
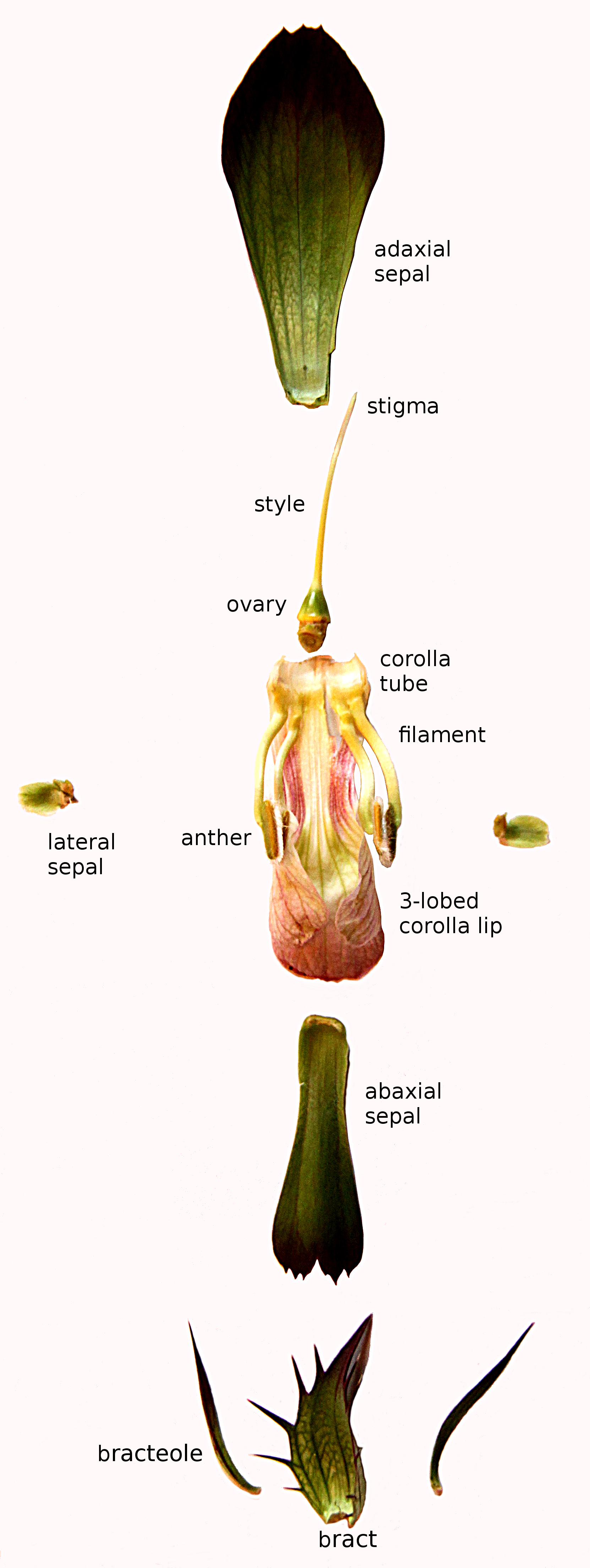
Hoa tàn